# 蠣崎波響
蠣崎 波響（かきざき はきょう）／蠣崎 広年（かきざき ひろとし）は、江戸時代後期の画家、松前藩家老。

## 生涯
松前藩12代藩主・松前資広の五男に生まれる。13代藩主の道広は異母兄にあたる。母は松前藩の家臣の長倉長左衛門貞義の娘・勘子。のちに家老職を継いだ長男の波鶩（広伴）も画家として知られる。幕末期の家老であった下国崇教も一時期、波響の養子であったことがある。同じく幕末期の家老で藩政を執り仕切った松前崇効（松前勘解由）とその補佐をした蠣崎和直（蠣崎監三）は実孫（波鶩次男と三男）にあたる。
波響が生まれた翌年に父が亡くなり、兄の道広が藩主を継いだ。翌年に波響は、家禄五百石で藩主一門寄合の蠣崎家の蠣崎広武の養子となった。幼い頃から画を好み、8歳の頃馬場で馬術の練習を見て、馬の駆ける様を描いて人々を驚かせたと伝わる。叔父で松前藩家老の広長は波響の才能を惜しんで、安永2年（1773年）に江戸に上がらせ、南蘋派の画家の建部凌岱に学ばせた。翌3年に凌岱が亡くなると、師の遺言に従い宋紫石に師事した。江戸は田沼意次の治世下で割と開放的であり、波響もまた江戸の気風によく泳いだとされる。天明3年（1783年）20歳の時松前に戻った。この年の冬から大原左金吾（呑響）が約一年ほど松前に滞在しており、以後親交を結んだ。波響と号したのはこのころからである。
寛政元年（1789年）のクナシリ・メナシの戦い（寛政蝦夷蜂起）で松前藩に協力したアイヌの酋長を描いた『夷酋列像』（函館市中央図書館が2点所蔵。1980年代にフランスのブザンソン美術考古学博物館で「夷酋列像」11点が発見された。）を翌年冬に完成させ、これらが後に代表作とされる。寛政3年（1791年）3月に同図を携え上洛した。『夷酋列像』は京都で話題となり、高山彦九郎や大原左金吾の斡旋により、同図は光格天皇の天覧に供され、絵師波響の名は洛中で知られるようになった。京では松前藩の外交を担いつつ、円山応挙に師事しその画風を学び、以後画風が一変する。また漢詩の同好の士らとも交流し、高山彦九郎とはオランダ語の本を借り受けたり、蝦夷から持ち込んだオットセイの肉を振る舞ったことが記録されている。
寛政7年(1795年)、甥で藩主松前章広の文武の師として大原左金吾を招聘した。翌寛政8年にイギリス船・プロビデンス号がアプタ沖(現北海道虻田郡洞爺湖町）に出没し上陸した。この際の藩の対応に不満を持った大原は藩を離れ、幕府に対し松前藩が外夷と内通しようとしていると讒言したため、以下の転封に繋がったとされる。
文化4年（1807年）、幕府が北海道を直轄地にしたため、松前家は陸奥国伊達郡梁川藩に転封され、波響も梁川に移った。松前氏はこの後、旧領復帰の運動を繰り広げるが、この工作の資金稼ぎと直接の贈答用に、波響の描いた絵が大いに利用された。また工作のルートとして、波響の名声や、波響の絵画や漢詩などの同趣味の人脈が大いに役に立ったと伝わる。文政4年（1821年）、松前家が松前に復帰すると波響も翌年松前に戻ったが、江戸に出て諸方に復領の挨拶回りを行った。江戸にて病を得て、文政9年に松前にて63歳で没した。
画の門弟に、継嗣の波鶩のほか・高橋波藍・高橋波香・熊坂適山・熊坂蘭斎などがいる。

## 交友
画人では円山応挙を始め、岸駒、四条派の松村呉春、皆川淇園等と、文人では漢詩人菅茶山や六如慈周、橘南谿、伴蒿蹊等と生涯を通じ交流があった。また木村兼葭堂を通じ、大名家では増山正賢や松浦静山等と交流した。京都をたびたび訪れ、温和な性格で社交的な波響は歓待された。また梁川に転封となった頃は度々江戸を訪れ、酒井抱一や俳人松窓乙二などとも交流している。
森鷗外も『伊澤蘭軒』で波響を紹介している。地元では度々展覧会が催されたが、全国的に知られたのは中村真一郎『蠣崎波響の生涯』からである。自筆資料は函館市立図書館に所蔵されている。

## 主な作品

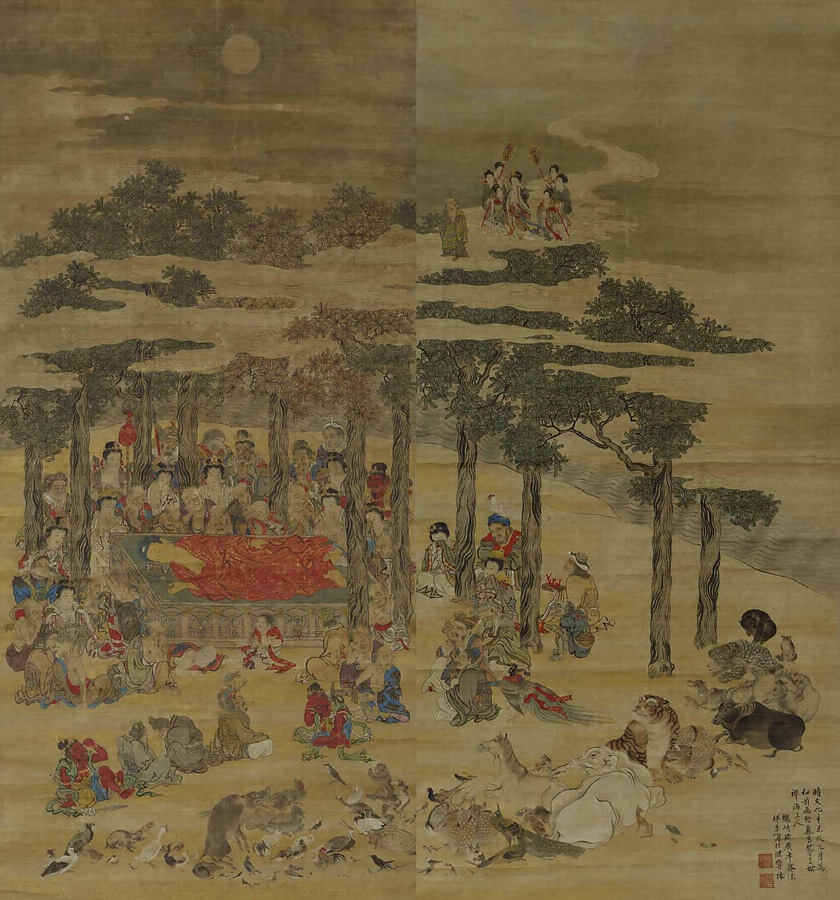
釈迦涅槃図

| 作品名           | 技法     | 形状・員数 | 寸法（縦x横cm） | 所有者                                       | 年代                               | 落款・印章 | 備考                                                     |
| ---------------- | -------- | ---------- | --------------- | -------------------------------------------- | ---------------------------------- | --- | -------------------------------------------------------- |
| 夷酋列像         |          | 元々は12幅 |                 | 函館市中央図書館・ブザンソン美術考古学博物館 | 1790年（寛政2年）                  | | ブザンソン美術考古学博物館版は松前広長による序文二編付。 |
| 野鴨図           |          | 1幅        |                 | 広島県立歴史博物館                           | 1804年（文化元年4月）              | 款記「文化元甲子年初夏下浣製於 東都寓居 松前波響漁者/「源廣年印」白文方印・「世祜」白文方印                                                    | 菅茶山旧蔵                                               |
| 唐美人図         | 絹本著色 | 1幅        | 102.5x41.5      | 市立函館博物館                               | 1804年11月26日（文化元年10月25日） | 款記「甲子孟冬念五 東都邸舎病間強起 描写轉益拙俗観者恕之 松前波響楼主人/「廣年世祜」朱文方印・「波響」朱文方印                                 | 函館市指定文化財                                         |
| 釈迦涅槃図       | 絹本著色 | 対幅       |                 | 国華山高龍寺                                 | 1811年（文化8年9月）               | 款記「時文化辛未秋九月為 松前函館奥高龍寺十一世 禅海上人 蠣崎源廣年斎沐 拝手写於波響楼」/「源廣年印」白文方印・「字世祜」朱文方印              | 北海道有形文化財                                         |
| 梁川八景図       |          | 1幅        |                 | 函館市中央図書館                             | 1812年（文化9年4月）               | 款記（第一景）「壬申初夏従梁川宕嶽望 城中真景波響写意」/「廣」朱文方印「年」朱文方印・関防印「曾経天覧」朱文方印                               | 函館市指定文化財                                         |
| 月下巨椋湖舟遊図 |          | 1幅        |                 | 広島県立歴史博物館                           | 1818年（文政元年10月）             | 款記「寛政甲寅中秋巨椋湖舟遊図 文政新元戊寅孟冬為 福山文学茶山老先生 波響樵/「廣年世祜」白文方印・「波響」朱文方印・関防印「曾経天覧」朱文方印 | 菅茶山旧蔵                                               |

## 関連作品
テレビドラマ
- 『べらぼう〜蔦重栄華乃夢噺〜』（2025年、NHK大河ドラマ、演：ひょうろく。劇中での名前は「松前廣年」）

## 関連文献
- 川延安直 『ふくしま近世の画人たち』 歴史春秋社<歴春ふくしま文庫76>、 2001年
- 五十嵐聡美 『アイヌ絵巻探訪 歴史ドラマの謎を解く』 北海道立近代美術館編〈ミュージアム新書〉、北海道新聞社、2003年
- 高橋博巳 『画家の旅、詩人の夢』 ぺりかん社、2005年